# Sprachvermögen
Mit Sprachvermögen (französisch faculté du langage) bezeichnet Ferdinand de Saussure in seinem Cours de linguistique générale (1906–1911) die allgemeine Sprach- und Sprechfähigkeit, also die Fähigkeit zur Kommunikation mittels eines Systems von Lauten und Symbolen. Während der Begriff bei de Saussure teilweise parallel mit langage als menschlicher Rede im Allgemeinen (und in Unterscheidung zu langue, dem Regelsystem der Sprache, und parole, der Ausübung des Sprechens) verwendet wird, interpretierten ihn generative Grammatiker später als Vorläuferkonzept der Theorie einer dem Menschen angeborenen Universalgrammatik.